# R211i
ムーバ R211i（ムーバ アール にー いち いち アイ）は、日本無線製のNTTドコモの第二世代携帯電話(mova)端末である。

## 概要
211iシリーズでは最後に登場した端末。着信メロディは16和音。メール送信完了時にもバイブレータが動く機能があった。

## 歴史
- 2001年11月14日　テレコムエンジニアリングセンターによる技術基準適合証明の工事設計認証（工事設計認証番号01WZA1003、01XAA1010）
- 2001年11月30日　電気通信端末機器審査協会による技術基準適合認定の設計認証（設計認証番号A01-1082JP、J01-0365）
- 2002年3月14日　ドコモから発売開始。
- 2012年3月31日　movaサービス終了により使用はこの日限りとなる。